# 9 Lacertae
9 Lacertae, som är stjärnans Flamsteed-beteckning, är en ensam stjärna belägen i den mellersta delen av stjärnbilden Ödlan. Den har en skenbar magnitud på ca 4,64 och är svagt synlig för blotta ögat där ljusföroreningar ej förekommer. Baserat på parallaxmätning inom Hipparcosuppdraget på ca 19,0 mas, beräknas den befinna sig på ett avstånd på ca 172 ljusår (ca 53 parsek) från solen. Den rör sig bort från solen med en heliocentrisk radialhastighet av ca 10 km/s.

## Egenskaper
9 Lacertae är en vit stjärna i huvudserien av spektralklass A9 kA7 mA6 där suffix anger att den i dess spektrum har kalcium K-linjer för en A7-stjärna och vätelinjer för en A6-stjärna. Den har en massa som är ca 1,6 solmassor, en radie som är ca 2 solradier och utsänder ca 35 gånger mera energi än solen från dess fotosfär vid en effektiv temperatur av ca 7 600 K.